# Paul von Klenau
Paul August von Klenau (ur. 11 lutego 1883 w Kopenhadze, zm. 31 sierpnia 1946 tamże) – duński kompozytor i dyrygent.

## Życiorys
Studiował w konserwatorium w Kopenhadze u Otto Mallinga i Frederika Hillmera, następnie wyjechał do Berlina, gdzie w latach 1902–1904 uczył się Hochschule für Musik u Maxa Brucha (kompozycja) i Karela Halířa (skrzypce). W 1904 roku przeniósł się do Monachium, gdzie pobierał prywatnie lekcje u Ludwiga Thuillego. W 1907 roku został dyrygentem opery we Fryburgu Bryzgowijskim. Od 1908 roku przebywał w Stuttgarcie, gdzie był uczniem Maxa von Schillinga, a w latach 1909–1912 pełnił funkcję korepetytora opery dworskiej. W 1912 roku został dyrygentem Bach-Verein we Frankfurcie nad Menem. Od 1913 roku ponownie był dyrygentem opery we Fryburgu Bryzgowijskim. Po wybuchu I wojny światowej wrócił do Danii W latach 1920–1926 był dyrygentem Dansk Filharmonisk Selksab. Od 1922 do 1930 dyrygował także Konzerthausgesellschaft w Wiedniu.

## Twórczość
Twórczość Klenaua należy do niemieckiego kręgu kultury muzycznej, wykazując niewielki związek z muzyką duńską. W swoich kompozycjach mieszał rozmaite konwencje artystyczne, nie wypracowując własnego stylu. W okresie po I wojnie światowej pod wpływem zetknięcia się z Arnoldem Schönbergiem i ekspresjonizmem przejściowo eksperymentował z awangardą, spotkawszy się jednak z niezrozumieniem powrócił do bardziej konwencjonalnej stylistyki.

## Wybrane kompozycje
(na podstawie materiałów źródłowych)

### Utwory orkiestrowe
- 7 symfonii (I 1908, II 1911, III 1913, IV 1913, V 1939, VI 1940, VII 1941)
- poemat symfoniczny Paolo und Francesca (1913)
- scherzo orkiestrowe Bank Holiday – Souvenir of Hampstead Heath (Jahrmarkt bei London) (1922)
- Altdeutsche Liedersuite na małą orkiestrę (1934)

### Utwory fortepianowe
- Geschichte von der Vierjährigen (1915)
- Vier Klavierstücke (1922)
- Sechs Präludien und Fugen (1939)

### Opery
- Sulamith (wyst. Monachium 1913)
- Kjartan und Gudrun (wyst. Mannheim 1918; wersja zrewid. pt. Gudrun auf Island wyst. Hagen 1924)
- Die Lästerschule (wyst. Frankfurt nad Menem 1926)
- Michael Kolhaas (wyst. Stuttgart 1933; wersja zrewid. wyst. Berlin 1934)
- Rembrandt van Rijn (wyst. Berlin i Stuttgart 1937)
- Elisabeth von England (wyst. Kassel 1939)

### Balety
- Kleine Idas Blumen (wyst. Stuttgart 1916)
- Marion (wyst. Kopenhaga 1920)